# Nebria coreica
Nebria coreica (лат.) — вид жуков-жужелиц из подсемейства плотинников. Распространён на юге Хабаровского и в Приморском краях, на юге Амурской области, Корейском полуострове и северо-востоке Китая. Обитают на болотах и заболоченных лугах. Длина тела имаго 8,8—10 мм.